# Pavel Tlustoš

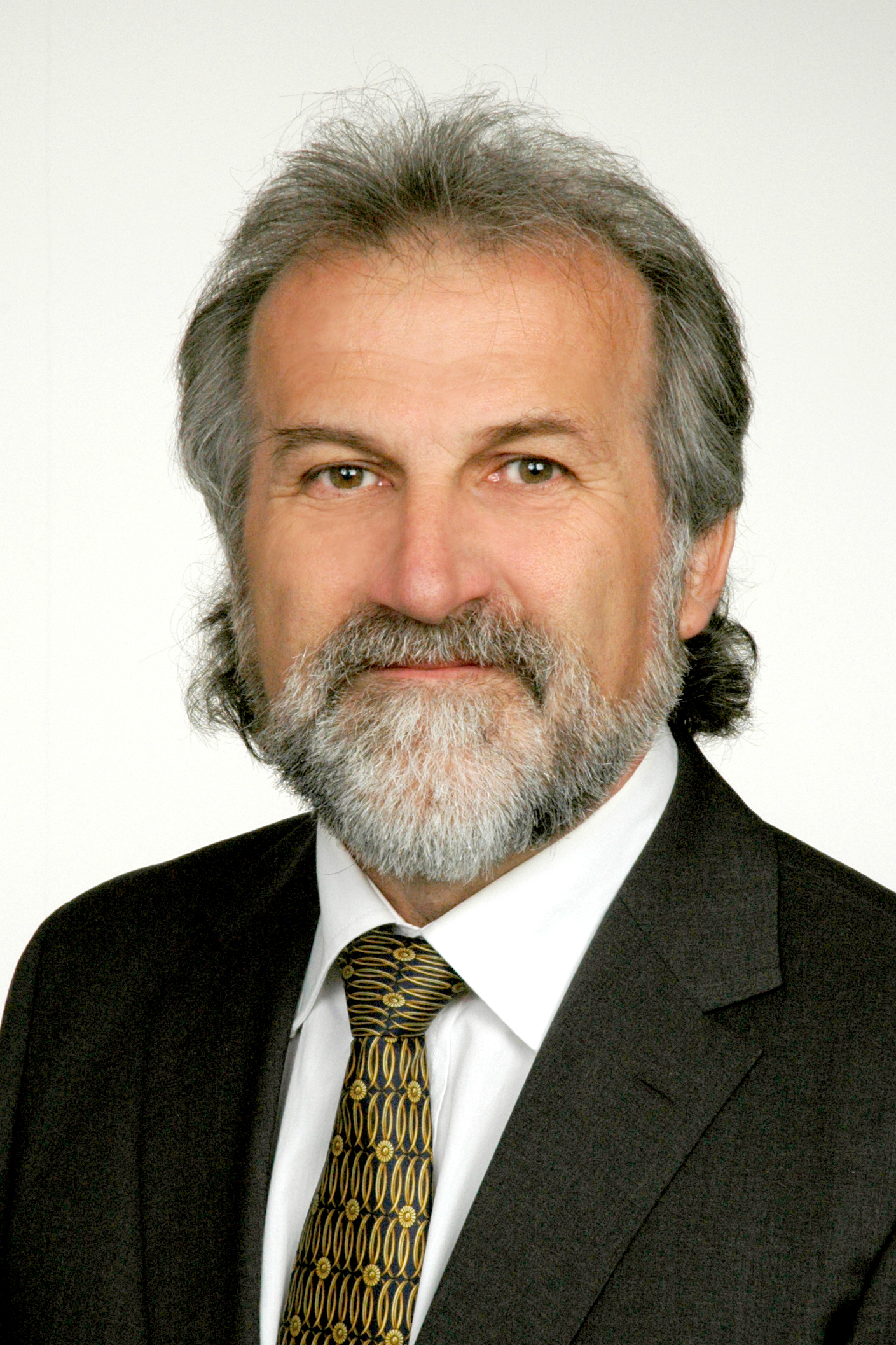
Pavel Tlustoš (2016)

Pavel Tlustoš (* 27. Februar 1955 in Nové Město na Moravě, Tschechoslowakei) ist ein tschechischer Agrikulturchemiker; er war 2000–2010 Prodekan und 2010–Februar 2018 Dekan der Fakultät Agrarbiologie, Nahrung und Umweltressourcen der Tschechischen Agraruniversität Prag (ČZU). Seit März 2018 ist er wieder Prodekan und für die internationalen Beziehungen die Fakultät weiterhin verantwortlich.

## Leben und Wirken
Nach seiner Matura studierte Tlustoš anorganische Chemie an der Universität Pardubice (1974–1979) mit Abschluss als Diplomingenieur. Es folgte ein Engagement als Chemietechnologe bei Chirana, Nové Město in Mähren. Mit dem Eintritt in die ČZU als Forschungsassistent in Agrarchemie und Pflanzenernährung startete er 1984 sein Doktorandenstudium, das er 1989 mit einer Dissertation zum Thema Umwelteinfluss und Pflanzenverfügbarkeit von Slow-release-Düngern an der Tschechischen Agraruniversität Prag abschloss. Es folgten wissenschaftliche Forschungsaufenthalte an der Iowa State University in USA und der IACR Rothamsted in Großbritannien sowie die verschiedenen Dozentenstufen bis zur Berufung zum Professor durch Präsident Václav Havel im Jahr 2002.
2000 übernahm Tlustoš die Stelle als Prodekan der für Lehre und Forschung auf der Fakultät für Agrarbiologie, Nahrung und Umweltressourcen, deren Dekan er von 2010 bis Januar 2018 war. Gleichzeitig ist er stellvertretender Leiter des Departements Agrarumweltchemie und Pflanzenernährung. Durch seine Forschungsarbeiten im Bereich der Bioeffektoren ist er mit der Universität Hohenheim eng verbunden. Die Slowakische Landwirtschaftliche Universität Nitra ernannte Tlustoš am 23. Oktober 2019 zum Dr. honoris causa.
Seine Nachfolgerin im Dekanat Agrarbiologie, Nahrung und Umweltressourcen der CZU ist Frau Iva Langrova.

## Forschungsschwerpunkte
- Boden – Pflanzenbeziehungen, dabei insbesondere die Wirkung von Nährstoffen und toxischen Substraten
- Mobilität der Nährstoffe, Giftstoffe und Risikoelemente im Boden speziell in der Rhizosphäre
- Effekt von Bodenhilfsstoffen hinsichtlich deren Mobilität im Boden und Verfügbarkeit für die Pflanzen
- Recycling von Abfällen deren Bearbeitung und Verwendbarkeit in Landwirtschaft und Gartenbau
- Bodenentgiftung durch Pflanzensysteme
- Umweltverhalten von Langzeitdünger und deren Freisetzung von Nährstoffen

## Mitgliedschaften in Fachgremien und Schriftleitungen (Auswahl)
- Mitglied im Prüfungsgremium der Fakultät für Agrarwissenschaft der Südböhmischen Universität in Budweis (České Budějovice)
- Mitglied im Prüfungsgremiun der Fakultät für Agrarwissenschaft der Mendel-Universität Brünn
- Beirat im Pflanzenforschungsinstitut in Prag Ruzyne
- Beirat im Forschungsinstitut Boden- und Wasserschutz in Prag Zbraslav
- Mitglied im Prüfungsgremiun der Fakultät für Agrarbiologie und Nahrungsressourcen der slowakischen Agrar-Universität in Nitra
- Mitglied in zahlreichen Schriftleitungen internationaler Fachzeitschriften zu Bodenchemie, Pflanzenernährung und Umweltforschung.

## Publikationen
Tlustoš hat bisher (2016) an die 200 Forschungsergebnisse veröffentlicht, die 1494 Mal zitiert wurden. Er ist Mitglied im Forschungsteam Biofector.